# Hyalithglas

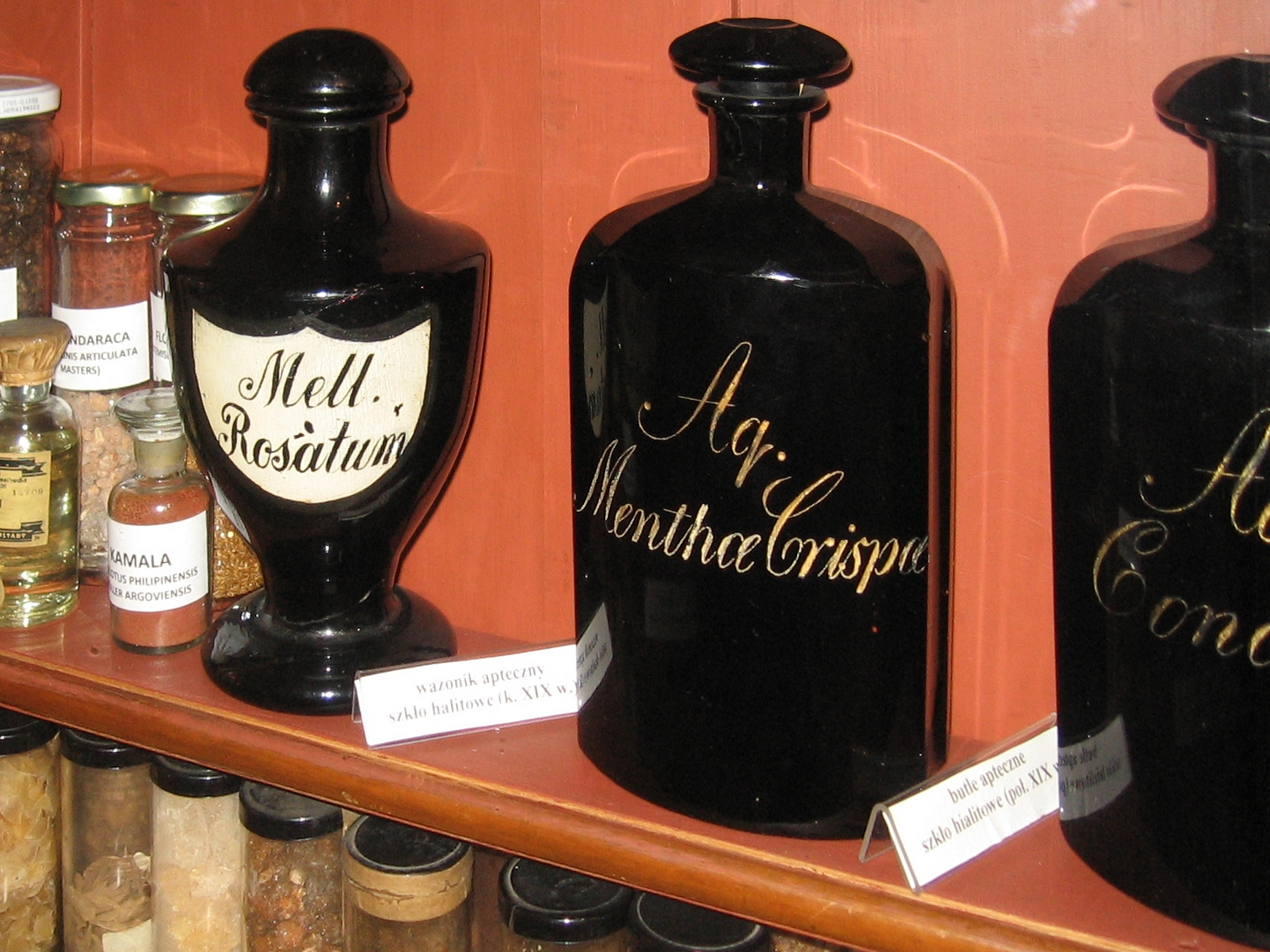
Flaschen aus Hyalithglas

Hyalithglas (auch Hyalitglas, Lavaglas) ist ein im frühen 19. Jahrhundert in Südböhmen entwickeltes undurchsichtiges, rotes oder schwarzes Steinglas, das die Basaltware von Wedgwood zum Vorbild hatte und meist mit Goldmalerei (besonders Chinoiserien) dekoriert wurde.
Das schwarze Hyalithglas wurde in den Buquoyschen Glashütten in Südböhmen, Georgenthal oder Silberberg entwickelt und ab 1817 produziert. Siegellackroter Hyalith (Rotwelsches) wurde schon im 17. Jahrhundert erzeugt.
Verwendet wurde das Hyalithglas außer als Zierglas zur Herstellung von Flaschen, in denen lichtempfindliche Substanzen (beispielsweise Medikamente) aufbewahrt werden sollten.

## Herstellung
In einer Variante wird Hyalith durch Verschmelzen von Eisenschlacke, Basalt oder Lava mit zwei Prozent Kohlenpulver und fünf bis sechs Prozent Knochenasche oder Zinnoxid hergestellt. Die andere Methode besteht in der kräftigen Einfärbung von gewöhnlichem Glas mit viel Kobalt-, Mangan-, Nickel- und Eisenoxid.